# Braunscheitelwürger
Der Braunscheitelwürger (Laniarius luehderi) ist eine Vogelart aus der Familie der Buschwürger (Malaconotidae).
Mitunter wurde die Art als konspezifisch mit dem Angolawürger, Laniarius brauni und dem Amboimwürger, Laniarius amboimensis angesehen.
Der Vogel kommt in einem Streifen durch das Kongobecken vor von Kamerun, Gabun südlich bis Nordangola östlich bis Südsudan, Ruanda, Burundi, Tansania und Uganda.
Der Lebensraum umfasst dichten Bewuchs in verlassenen Lichtungen, überwucherten Plantagen, jungem Sekundärwald in Nähe besiedelter Gebiete bis 700 bis 2400, auch bis 2800 m Höhe.
Der Artzusatz bezieht sich auf den deutschen Naturforscher Dr Wilhelm Lühder (1847–1873).
Dieser Buschwürger ist wahrscheinlich ein Standvogel.

## Merkmale
Der Vogel ist 17–19 cm groß, das Männchen wiegt 30–49, das Weibchen 35–45 g. Ein auffallender Buschwürger mit kastanienbraun-orange an Stirn, Scheitel, Nacken, Kehle und Brust, einem leicht gegabeltem Schwanz und einem kräftigen Schnabel. Die Zügel, Ohrdecken, das Areal um die Augen bis zur Schnabelbasis, Nacken bis Hals seitlich, Mantel und Deckflügel sind glänzend schwarz mit dunkelblauem oder dunkelgrünem Schimmer. Federn am Bürzel sind lang und flauschig, matt schwarz mit weißlichen Spitzen und Subterminalfleck. Der Schwanz ist schwarz, Hand- und Armschwingen haben glänzende äußere Ränder, einzelne Feder weiß. Einige mittlere und größere Deckfedern tragen breite weiße Spitzen. Kinn, Kehle und Brust sind dunkel zimtfarben, die übrige Unterseite einschließlich der unteren Flügeldecken ist weiß. Die Iris ist dunkelbraun bis rot, der Schnabel schwarz, die Beine sind schieferfarben blau. Die Geschlechter unterscheiden sich nicht.
Jungvögel sind auf der Oberseite olivbraun mit rotbraunen Oberschwanzdecken, mit blassgelben Flecken und Flügelbinde an Tropfenvögel (Nicatoridae) erinnernd, zart hellbraun und schwärzlich gebändert, ohne Weiß an den Flügeln. Die Unterseite ist matt gelblich bis olivgelb mit feiner dunkler Bänderung, die Augen sind rötlich-braun, der Schnabel ist dunkel graubraun.
Das Männchen ist unverwechselbar, Jungvögel können mit dem Gambia-Schneeballwürger (Dryoscopus gambensis) verwechselt werden, unterscheiden sich durch dunkles und nicht orangefarbenes Auge, durch Flügel mit einzelner blasser Binde und nicht deutlicher weißer Berandung sowie durch die Bänderung.
Die Art ist monotypisch.

## Stimme
Die Lautäußerungen sind komplex und vielseitig, regional unterschiedlich. Beide Geschlechter singen im Duett mit gleichen oder ganz unterschiedlichen Tönen. Das Männchen ruft beispielsweise sehr sanft abfallend „coo“ oder „keow“, das Weibchen gibt ein tiefes schnurrendes „cha-cha-ch-ch...“ von sich. Oder das Männchen gibt einen langen, eigenartig tief vibrierenden Laut „worrrk“, das Weibchen antwortet mit harschem „tikk“ oder langem „kssshshsssssh“.

## Lebensweise
Die Nahrung besteht hauptsächlich aus Schmetterlingsraupen, Käfern und Heuschrecken, auch Mantidae, Schmetterlingen, Termiten, Spinnentieren, Asseln und kleinen Schnecken, die hauptsächlich in Erdbodennähe unter dichtem Bewuchs gesucht werden. Die Art ist auch in gemischten Jagdgemeinschaften zu finden.
Die Brutzeit liegt zwischen September und Oktober in Nigeria, zwischen August und Oktober und im Dezember in Kamerun, in September, zwischen November und Dezember sowie im Februar in Gabun, zwischen Juni und Juli und wahrscheinlich zwischen Oktober und November in Uganda und Kenia. Die Art ist monogam und standorttreu.
Das Nest ist eine flache Schale in 1–3 m Höhe auf einer Astgabel im Bewuchs eines Baumes oder Busches. Das Gelege besteht aus 1–2 Eiern, die von beiden Elternvögeln über etwa 15 Tage bebrütet werden. Die Nestlingszeit beträgt etwa 15 Tage.

## Gefährdungssituation
Der Bestand gilt als „nicht gefährdet“ (Least Concern).